# Северо-Восточные Сады
Се́веро-Восто́чные Сады́ (адыг. Темыр-Къокӏыпӏэ Чъыгхатэхэр) — хутор в Майкопском районе Республики Адыгея России. Административный центр Кировского сельского поселения.

## Население
| 2002  | 2010  | 2013  | 2014  | 2015  | 2016  | 2017  |
| ----- | ----- | ----- | ----- | ----- | ----- | ----- |
| 3325  | ↗3393 | ↗3547 | ↗3589 | ↗3634 | ↘3599 | ↗3603 |
| 2018  | 2019  | 2020  | 2021  | 2023  | 2024  |       |
| ↘3582 | ↗3584 | ↗3717 | ↘3404 | ↗3458 | ↗3494 |       |

### Национальный состав
По переписи населения 2002 года из 3325 проживающих в станице, 3187 человек пришлось на 5 национальностей:
| Национальность | %      | Численность |
| -------------- | ------ | ----------- |
| Русские        | 47,7 % | 1587        |
| Армяне         | 41,4 % | 1377        |
| Адыгейцы       | 4,5 %  | 149         |
| Украинцы       | 2,1 %  | 69          |
| Курды          | 0,2 %  | 5           |

По данным переписи населения 2021 года из 3404 проживающих в хуторе, 2925 человека указали свою национальность
:
| Народ           | Численность, чел. | Доля от населения, % |
| --------------- | ----------------- | -------------------- |
| Русские         | 1 360             | 46,49 %              |
| Армяне          | 1 206             | 41,23 %              |
| Адыги (Черкесы) | 224               | 7,65 %               |

## Улицы
| - ул. Армавирская, - ул. Дружбы, - пер. Зелёный, - ул. Индустриальная, - ул. Ключевая, | - ул. Маяковского, - ул. Мичурина, - ул. Молодёжная, - ул. Московская, - ул. Нагорная, | - ул. Полевая, - ул. Садовая, - ул. Суворова, - ул. Энгельса. |